# Tawny Roberts
Tawny Roberts (nascida com o nome de Adrienne Almond em 18 de março de 1979 em Dallas, Texas) é uma atriz pornô estadunidense.

## Biografia
Tawny nasceu em Dallas e ao terminar o colégio se mudou para Utah para ir à universidade e transformar-se em desenhista de roupas. Na universidade começou a perder o interesse por sua carreira e decidiu mudar-se para Los Angeles, onde começou a trabalhar como encarregada em uma loja de roupas enquanto pensava que era o que realmente gostaria de fazer. 
Uma noite enquanto estava em uma festa em Hollywood conheceu a atriz e produtora pornô Jill Kelly, que lhe ofereceu trabalho na industria pornô.

## Carreira como atriz pornô
Jill Kelly lhe ofereceu dedicar-se ao pornô e deu-lhe seu número de telefone para entrar em contato com ela caso decidisse rodar uma cena. Até então Tawny nunca havia imaginado dedicar-se ao cinema pornô, pensou e resolveu aceitar a oferta de Jill Kelly e rodou sua primeira cena para o filme Immortals.
Durante os seis meses seguintes Tawny trabalhou muito ativamente para um grande número de produtoras e revistas, até que firmou um contrato exclusivo de dois anos com a produtora VCA Pictures. Quando seu contrato com o estúdio terminou, Tawny não o renovou, já que queria mais prestígio do a que VCA Pictures poderia dar-lhe, e firmou um contrato exclusivo de dois anos com uma das maiores produtoras dos Estados Unidos, Vivid, na qual queriam que ela fizesse seis filmes por ano e assumindo assim um dos títulos mais prestigiados dentro da industria X, a de Garota Vivid. Seu contrato com a Vivid terminou e não foi renovado.
Atualmente Tawny continua dedicando-se ao pornô mas, não trabalha com contrato exclusivo para nenhuma produtora.
Tawny  manteve uma relação sentimental com a também atriz pornô Mary Carey.